# Luigi Bonazzi
Luigi Bonazzi est un homme d'Église catholique italien, qui a été nonce apostolique en Albanie (en), au Canada en Lituanie (en), en Lettonie (en), en Estonie (en), à Cuba (en) et en Haïti.

## Biographie
Luigi Bonazzi est né à Gazzaniga dans la province de Bergame en Italie le 19 juin 1948. Il a été ordonné prêtre le 20 juin 1973 au sein du diocèse de Bergame. Il a été ordonné évêque le 26 août 1999. Il est l'archevêque titulaire d'Atella (de) depuis le 19 juin 1999 et est consacré le 26 août de la même année par Angelo Sodano avec comme co-consécrateurs Roberto Amadei (it) et Lino Bortolo Belotti (it).
Il a commencé à servir le service diplomatique du Saint-Siège le 25 mars 1980. Il a servi les Représentations diplomatiques du Saint-Siège au Cameroun, à Trinité-et-Tobago (en), à Malte, au Mozambique (en), en Espagne, aux États-Unis, en Italie (en) et au Canada. Le 19 juin 1999, il est devenu le nonce apostolique en Haïti. Le 30 mars 2004, il est devenu celui de Cuba (en). Le 14 mars 2009, il devint le nonce apostolique en Lituanie (en) et en Estonie (en), auxquelles s'ajouta la Lettonie (en) le 25 mars de la même année. Puis, le 18 décembre 2013 il fut nommé nonce apostolique au Canada,, puis Nonce apostolique en Albanie (en) le 10 décembre 2020. Il démissionne de cette dernière mission le 21 janvier 2025.

## Éducation
Luigi Bonazzi a un doctorat en sciences de l'éducation.